# Adam Minarovich
Adam Minarovich (Houston, 30 de janeiro de 1977) é um ator, roteirista e diretor de cinema estadunidense. Ele é conhecido por seu papel recorrente como Ed na série americana The Walking Dead.